# Elizabeth McGovern
Elizabeth McGovern, född 18 juli 1961 i Evanston, Illinois, är en amerikansk skådespelare. McGovern filmdebuterade 1980 i den Oscarsbelönade filmen En familj som andra, regisserad av Robert Redford. Året efter Oscarsnominerades hon för sin roll som Evelyn Nesbit i musikalfilmen Ragtime, vilket än idag är hennes kanske mest kända roll. I TV-serien Downton Abbey spelade hon rollen som Cora Crawley.
McGovern bor sedan 1992 i västra London med sin make Simon Curtis och parets två döttrar.

## Filmografi (i urval)
- 1980 – En familj som andra
- 1981 – Ragtime
- 1983 – Kär och galen
- 1983 – Once Upon a Time in America
- 1992 – King of the Hill
- 1999 – Röda nejlikan (TV-serie)
- 2007 – Freezing (TV-serie)
- 2007 – A Room with a View (TV-film)
- 2010–2015 – Downton Abbey (TV-serie)
- 2019 – Downton Abbey
- 2022 – Downton Abbey: En ny era
- 2025 – Downton Abbey: The Grand Finale